# Axitectum
Axitectum — вимерлий рід рептіліоморфних бистровіанід з нижньотріасових відкладень Нижньогородської та Кіровської областей Росії. Це була досить велика тварина, судячи з розміру хребців. Спина була вкрита смугами дуже орнаментованих остеодермальних пластин, подібних до тих, що зустрічаються у сучасних крокодилів. Смуги перекривалися наступною смугою на задньому кінці.
Вперше названий М. А. Шишкіним та І. В. Новікова в 1992 р. і типовим видом є Axitectum vjushkovi. A. vjushkovi відомий за голотипом PIN 1025/334, який складається з панцирного щитка. Він був знайдений у вохмінській свиті вохмінського горизонту і названий на честь російського палеонтолога Вюшкова. Другий вид, A. georgi, був названий І.В. Новікова та М.А. Шишкіна у 2000 р. на основі іншого броньового щитка (голотип ПІН 953/392). Третій вид, A. blomi (який також названий на честь Г. І. Блома в 1992 році), зараз вважається молодшим синонімом типового виду. Інші матеріали також відносяться до Axitectum.